# سکریستون
سکریستون (به انگلیسی: Sacriston) یک روستا و محله مدنی در بریتانیا است که در County Durham واقع شده‌است. سکریستون ۴٬۹۹۹ نفر جمعیت دارد.